# Apóstolos Goudoúlas
Apóstolos Goudoúlas (en grec : Απόστολος Γκουντούλας), souvent appelé Apostólis Gountoúlas (Αποστόλης Γκουντούλας) est un rameur grec, né le 4 février 1985 à Kozani, il a participé en tant que paire avec son frère jumeau Nikólaos Goudoúlas aux Jeux olympiques d'été de 2012 de Londres.

## Palmarès

### Championnats du monde
- 2008 à Linz,  Autriche
  -  Médaille d'or en deux de pointe poids légers
- 2009 à Poznań,  Pologne
  -  Médaille de bronze en deux de pointe
- 2010 à Karapiro,  Nouvelle-Zélande
  -  Médaille d'argent en quatre de pointe

### Championnats d'Europe
- 2008 à Marathon,  Grèce
  -  Médaille d'or en quatre de pointe
- 2009 à Brest,  Biélorussie
  -  Médaille d'or en deux de pointe
- 2010 à Montemor-o-Velho,  Portugal
  -  Médaille d'argent en quatre de pointe
- 2011 à Plovdiv,  Bulgarie
  -  Médaille d'or en deux de pointe
- 2012 à Varèse,  Italie
  -  Médaille d'or en quatre de pointe